# Kalcitronska kiselina
Kalcitronska kiselina (1α-hidroksi-23-karboksi-24,25,26,27-tetranorvitamin D3) je metabolit 1α,25-dihidroksivitamin D3 (kalcitriola). Njeno formiranje katalizuje enzim kalcitriol 24-hidroksilaza. Kalcitronska kiselina je rastvorna u vodi. Ona se izlučuje urinom.